# Ji Cheng
Ji Cheng (計成T, 计成S, Jì ChéngP; Harbin, 15 luglio 1987) è un ex ciclista su strada cinese, professionista dal 2007 al 2016.

## Carriera
Ji Cheng è nato a Harbin, figlio di una casalinga e di un progettista d'interni. Da ragazzo correva a piedi, andò alla scuola dello sport nell'aprile 2002, ma, essendo ancora troppo freddo, cominciò ad allenarsi in bicicletta. Un mese dopo partecipò alla sua prima gara su strada nel circuito olimpico di Laoshan e non vinse. Tre anni dopo prese parte ai Giochi cinesi di Nanchino: qui venne notato dalla formazione Professional Continental Skil-Shimano, che lo fece passare professionista all'inizio del 2007.
Nel 2008 ottenne il primo successo da pro, in una tappa al Tour of South China Sea, e debuttò nelle classiche del Nord correndo la Liegi-Bastogne-Liegi (si ritirò). Partecipò poi anche alla Gand-Wevelgem 2009 e alla Liegi-Bastogne-Liegi 2011, ritirandosi in entrambe le corse; nel 2012 corse, invece, la Milano-Sanremo, primo cinese nella storia della "Classicissima", e la portò a termine, classificandosi 140º, dopo essere stato a lungo in fuga. Nello stesso anno partecipò anche alla Vuelta a España, arrivando fino a Madrid e diventando il primo cinese ad essere riuscito a concludere un grande giro.
È il primo cinese ad aver partecipato a un Giro d'Italia, avendo preso il via nell'edizione 2013 (ritirandosi, mentre nel 2015 portò la corsa a termine). È anche il primo cinese ad aver partecipato al Tour de France e il primo ad averlo concluso, seppur all'ultima posizione.
Si è ritirato dall'attività professionistica al termine della stagione 2016, dopo il Tour of Hainan, per dedicarsi alla famiglia.

## Palmarès
- 2008 (Skil-Shimano, una vittoria)

1ª tappa Tour of South China Sea

## Piazzamenti

### Grandi Giri
- Giro d'Italia

2013: non partito (6ª tappa)
2015: 156º
2016: 154º
- Tour de France

2014: 164º
- Vuelta a España

2012: 175º

### Classiche monumento

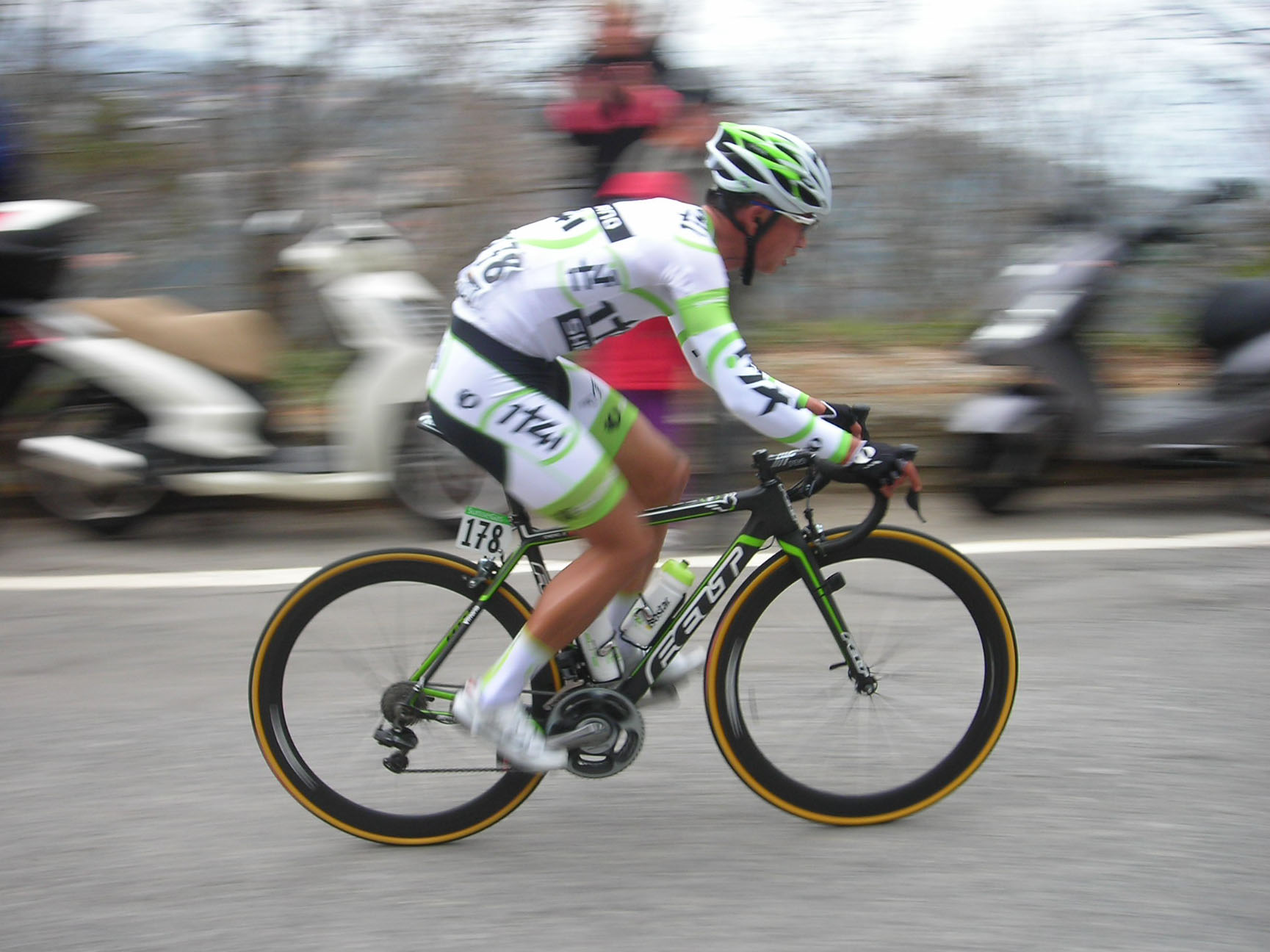
Ji Cheng sulle Manie alla Milano-Sanremo 2012

- Milano-Sanremo

2012: 140º
2013: ritirato
- Liegi-Bastogne-Liegi

2008: ritirato
2011: ritirato
2014: ritirato